# Sheena Davis
Sheena Davis, geboren als Sheena Rachael Johnson (Aldershot, 10 november 1968), is een Britse jazzzangeres.

## Biografie
Sheena Davis groeide op in Shropshire en leerde als autodidactisch kind piano spelen. Op school won ze meerdere talentenjachten en op 7-jarige leeftijd werd een van haar composities bij een plaatselijke radiozender uitgezonden. Nadat ze de school had verlaten, speelde ze in verschillende plaatselijke bands als toetseniste en vervolgens als koorzangeres, echter spoedig al als leadzangeres. Tot de jazz kwam ze door haar lidmaatschap in de Hereford Big Band. In 1994 trad ze als zangeres op tijdens het Brecon Jazz Festival in het National Youth Jazz Orchestra (NYJO). Daarna verhuisde ze naar Londen en werd ze de leadzangeres van het ensemble.
Sheena Davis toerde met het NYJO door het Verenigd Koninkrijk, trad daarna op in de club van Ronnie Scott en werkte mee aan vier albums van het NYJO. Eind 1997 verliet ze het NYJO en formeerde ze haar eigen formatie, waarin ook haar echtgenoot, de bassist Robert Rickenberg speelde. Met haar band trad Sheena Davis regelmatig op in het Londense jazz- en swingcircuit, zoals in 100 Club, 606 Club, Pizza on the Park, in verschillende radioprogramma's en weer in Ronnie Scott's, waar ze werkte met Guy Barker, Bill Brufords Earthworks, Pat Martino en anderen. In 2001 ontstond haar debuutalbum Smile voor Jazzizit Records, gevolgd door Young At Heart (2003) en Matchmaker (2005).

## Discografie
- 2001: Smile (Jazzizit Records) met Jim Mullen
- 2003: Young At Heart (Jazzizit Records) met Guy Barker, Steve Holmes
- 2005: Matchmaker (Jazzizit Records), met Derek Nash